# Agropyron cristatum
Agropyron cristatum là một loài thực vật có hoa trong họ Hòa thảo. Loài này được (L.) Gaertn. mô tả khoa học đầu tiên năm 1770.

## Hình ảnh

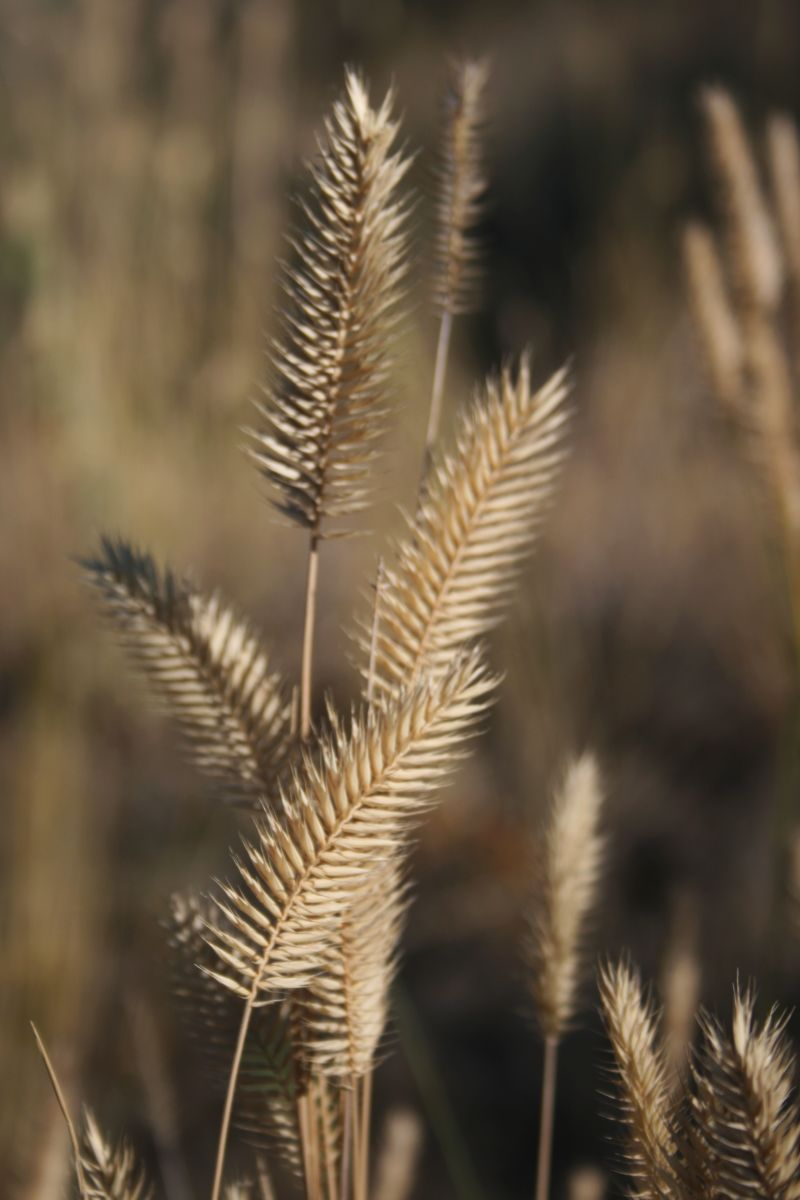
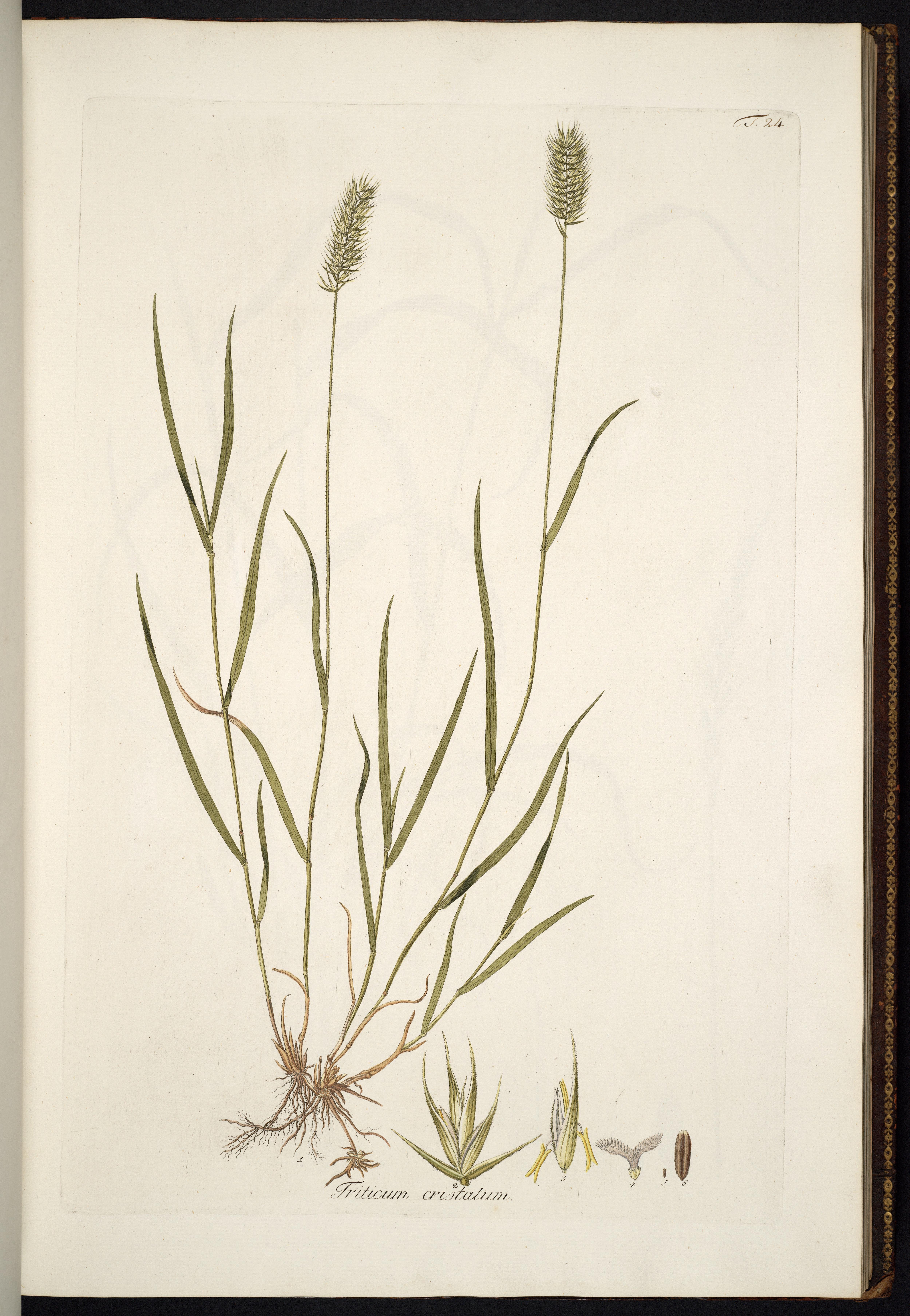
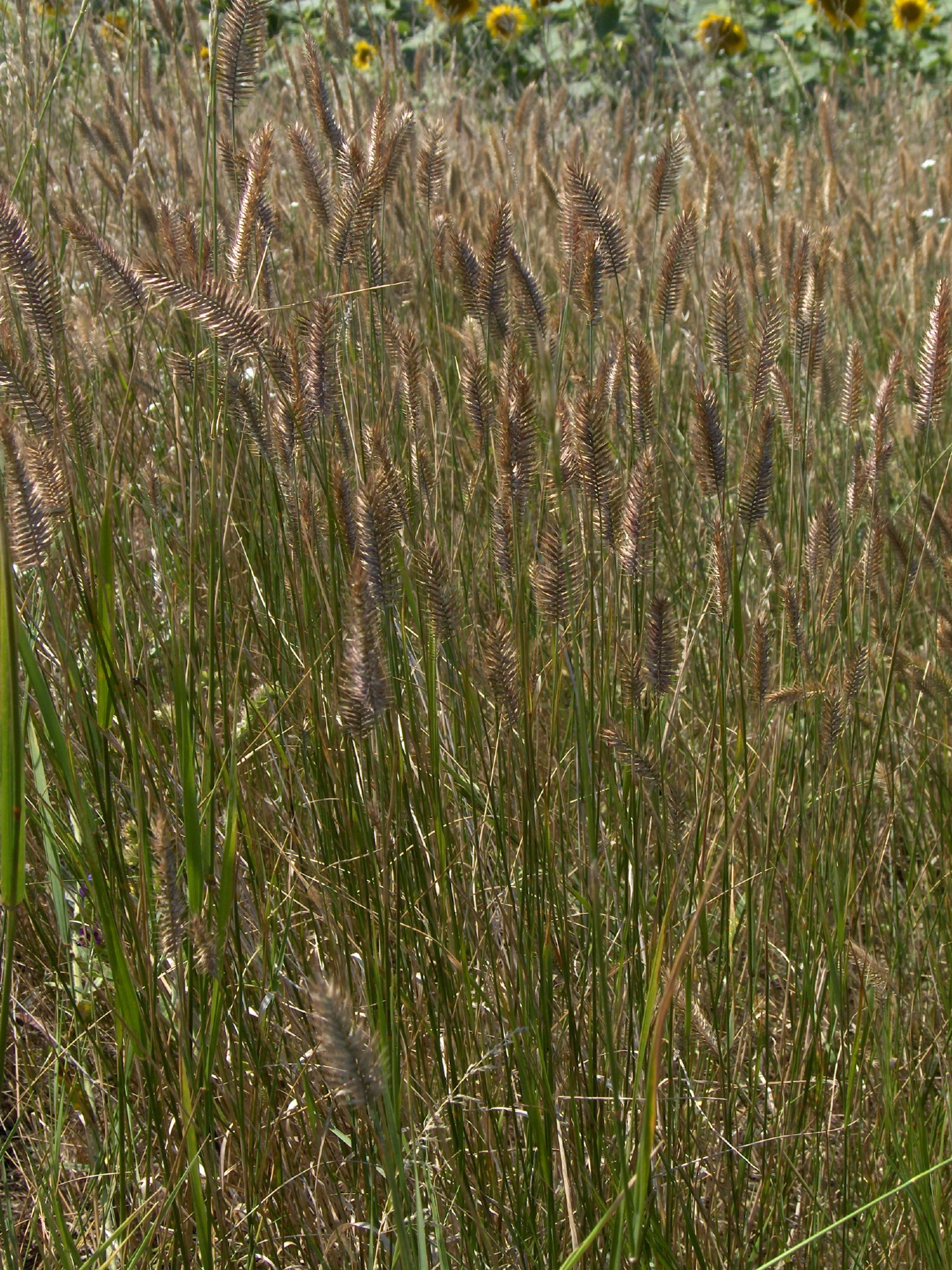
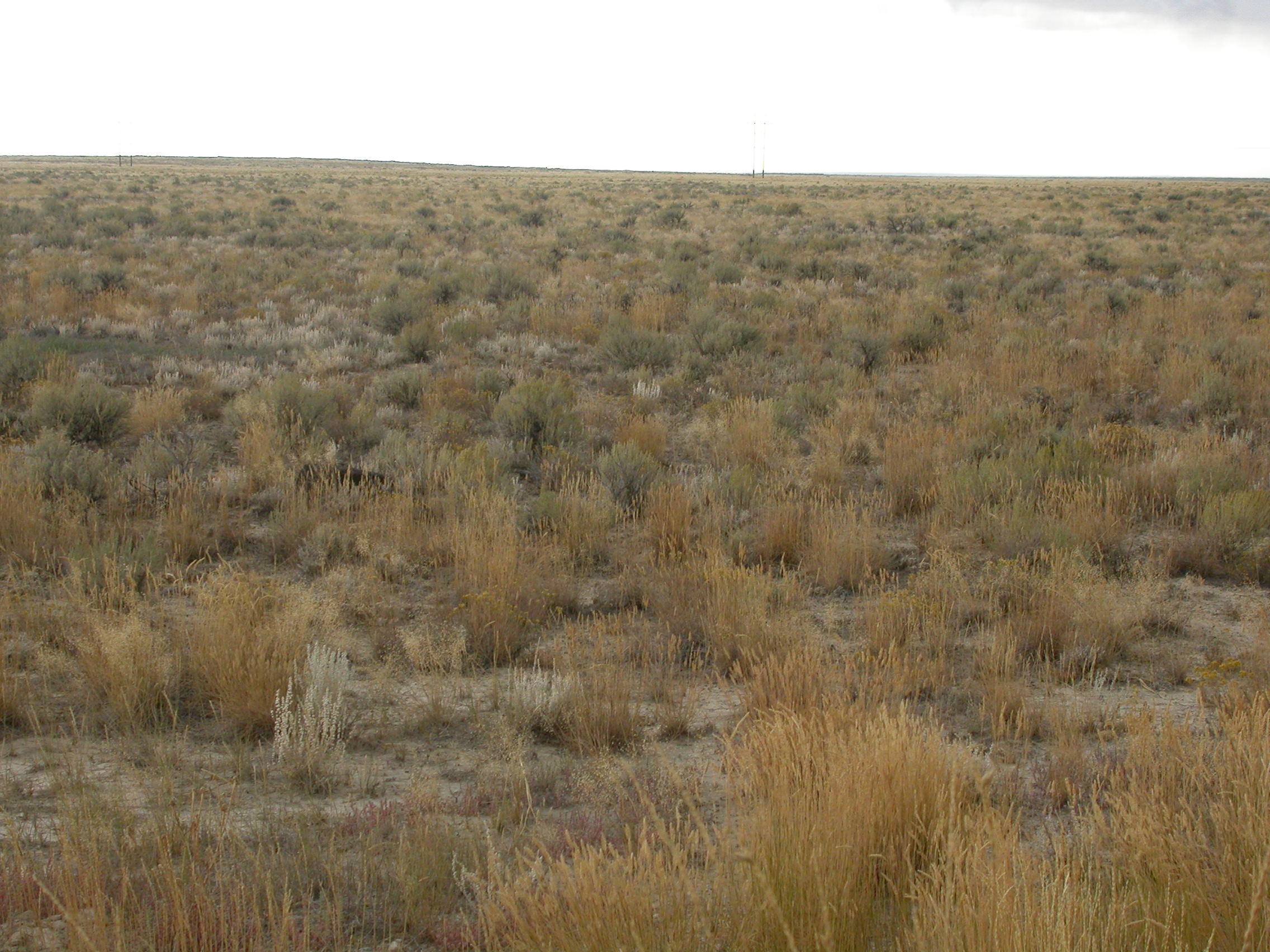